# Thommie Bayer

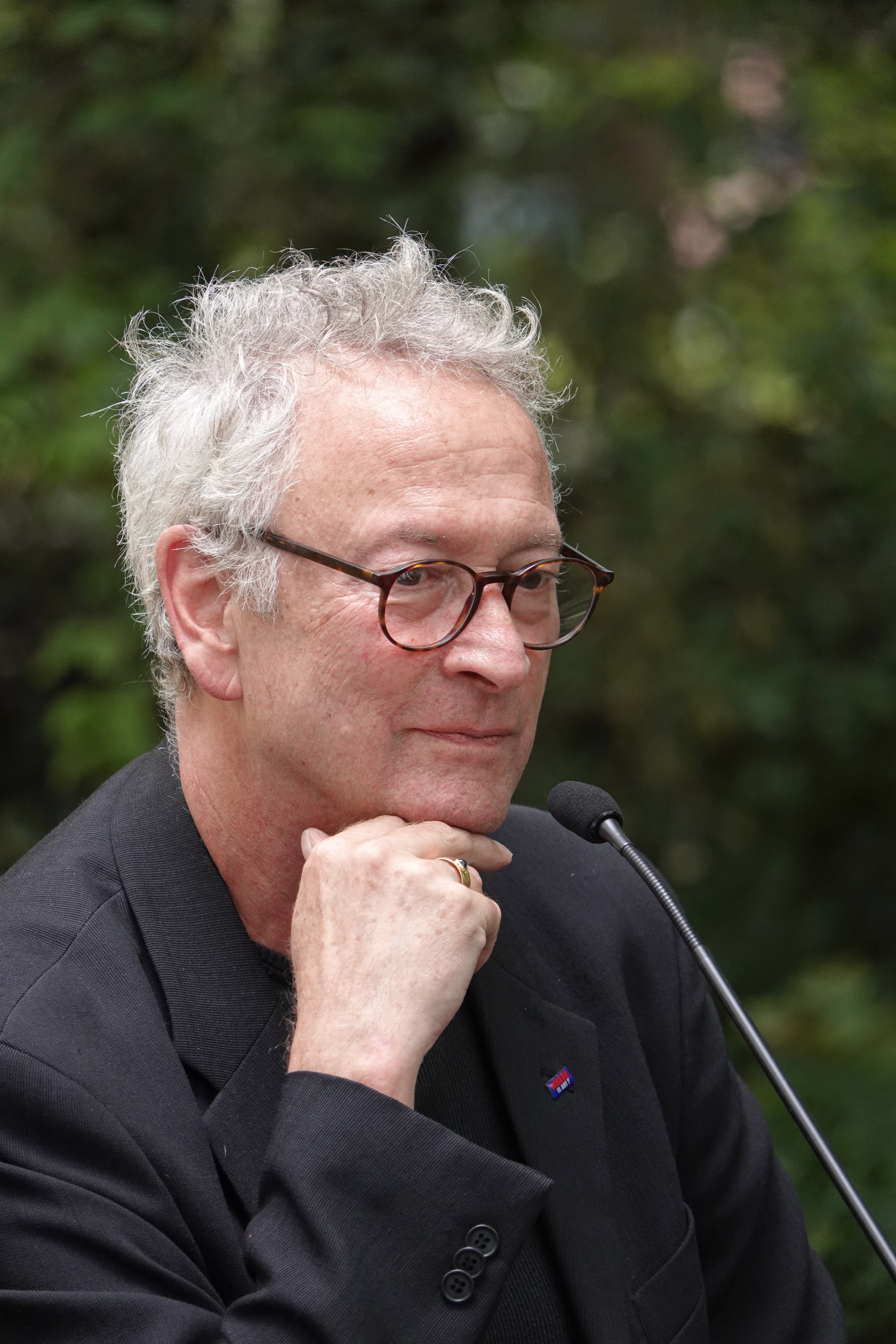
Thommie Bayer 2022

Thommie Bayer, nach Heirat Thomas Bayer-Heer (* 22. April 1953 in Esslingen am Neckar), ist ein deutscher Schriftsteller, Musiker und Maler.

## Leben
Der Sohn eines Lehrers besuchte von 1960 bis 1971 Schulen in Stuttgart und Tübingen und erlangte die Mittlere Reife. Von 1972 bis 1978 studierte er freie Malerei an der Staatlichen Akademie der Bildenden Künste Stuttgart bei Rudolf Haegele und stellte seine Werke aus. Ab 1974 war er als Liedermacher, zuerst im Duo Thommie und Tomaske, dann allein, schließlich mit eigener Band – der Thommie Bayer Band – unterwegs, häufig mit seinen Freunden Thomas C. Breuer oder Bernhard Lassahn als Gäste des Bühnenauftritts. 1979 hatte die Thommie Bayer Band mit dem Song Der letzte Cowboy ihren größten Erfolg. In den 1980er Jahren konzentrierte er sich auf die Schriftstellerei, hatte aber auch mit seiner Band weitere Erfolge, z. B. mit Alles geregelt und Rita.
Mit seinen Romanen, meist in melancholischem Grundton gehaltenen, jedoch auch eingängig und humorvoll erzählten Geschichten über Angehörige seiner Generation, erzielte Bayer beachtliche Erfolge am Buchmarkt. Als sein Hauptwerk wird der 1991 erschienene Roman Das Herz ist eine miese Gegend angesehen. Daneben verfasst er Drehbücher für Kinofilme und Fernsehproduktionen wie Andrea und Marie (1998) sowie Sketche und Glossen für verschiedene Rundfunkanstalten und malt nach wie vor Bilder. Bayer lebt heute mit seiner Frau in Staufen im Breisgau.
Thommie Bayer erhielt 1992 den Thaddäus-Troll-Preis.

## Werke
- Wir, die wir mitten im Leben stehen, mit beiden Beinen in der Scheiße, Trier 1977 (zusammen mit Thomas C. Breuer).
- Über Menschen & unter Menschen, Trier 1979 (zusammen mit Thomas C. Breuer).
- Eine Überdosis Liebe, Reinbek bei Hamburg 1985.
- Einsam, zweisam, dreisam, Reinbek bei Hamburg 1987.
- Die frohe Botschaft, abgestaubt und frisch gefaßt, Zürich 1989.
- Sellavie ist kein Gemüse, Weinheim [u. a.] 1990.
- Es ist nicht alles Kunst, was glänzt ..., Weinheim [u. a.] 1991.
- Das Herz ist eine miese Gegend, Reinbek bei Hamburg 1991.
- Spatz in der Hand, Frankfurt am Main 1992.
- Sponto, Carla, Mike und Bobby McGee, Bielefeld 1992.
- Der Himmel fängt über dem Boden an, Frankfurt am Main 1994.
- Irgendwie das Meer, Frankfurt am Main 1995.
- Der langsame Tanz, Frankfurt am Main 1998.
- Andrea und Marie, München 2001.
- Das Aquarium, Frankfurt am Main 2002.
- Die gefährliche Frau, München 2004.
- Singvogel, München 2005.
- Eine kurze Geschichte vom Glück, Piper Verlag, München 2007.
- Aprilwetter, Piper Verlag, München 2009.
- Fallers große Liebe, Piper Verlag, München 2010.
- Heimweh nach dem Ort, an dem ich bin, Piper Verlag, München 2011.
- Vier Arten, die Liebe zu vergessen, Piper Verlag, München 2012.
- Die kurzen und die langen Jahre, Piper Verlag, München 2014.
- Weißer Zug nach Süden, Piper Verlag, München 2015. ISBN 978-3-492-05610-6.
- Seltene Affären, Piper, München 2016, ISBN 978-3-492-05611-3.
- Das innere Ausland, Piper, München 2018. ISBN 978-3-492-31470-1.
- Das Glück meiner Mutter, Piper, München 2021. ISBN 978-3-492-31886-0.
- Sieben Tage Sommer, Piper, München 2022. ISBN 978-3-492-31937-9.
- Einer fehlt, Piper, München 2024. ISBN 978-3-492-07045-4.

## Tonträger
- Du wartest auf den Regentropfen, 1976 (LP)
- Silchers Rache, 1978 (LP)
- Abenteuer, 1979 (LP)
- Feindliches Gebiet, 1980 (LP)
- Kamikaze Bodenpersonal, 1981 (LP)
- Paradies, 1982 (LP)
- Was ist los?, 1983 (LP)
- Alles geregelt, 1984 (LP)
- Fliegender Teppich von Gleis 8, 1988 (CD)
- Das blaue Wunder, 1996 (CD)
- Cowboys und Indianer, 1998 (CD)